# 덕수궁 함녕전
덕수궁 함녕전(德壽宮 咸寧殿)은 서울특별시 중구 정동, 덕수궁에 있는 고종황제가 거처하던 침전이다. 1897년에 지어졌으며, 1904년 함녕전에서 시작된 덕수궁 대화재로 소실되었고 1906년에 재건되었다. 1985년에 대한민국의 보물 제820호로 지정되었다. 

## 역사
1897년 2월 고종이 아관파천을 마치고 경운궁으로 환궁할 때에는 아직 함녕전이 지어지지 않아 즉조당을 침전으로 사용했다. 즉조당이 협소하여 침전으로 사용할 새로운 건물이 필요했고, 같은 해 6월 19일 상량문제술관으로 윤용선을 임명하는 등 공사가 시작되었다.
이 때 경복궁에 있던 건물인 만화당(萬和堂)을 이건하여 이를 개수하여 건설한 것으로 보는 견해가 있다. 《궁궐지》에는 36칸의 만화당 건물을 경운궁으로 이건하였다 설명하는데 만화당과 함녕전의 전각 규모와 문의 배치가 서로 유사하기 때문이다. 그러나 《승정원일기》, 《매천야록》 등을 근거로 옮겨진 만화당 건물은 어진봉안처로 삼았다고 보는 견해도 있다.
그러나 이렇게 지어진 함녕전은 1904년에 아궁이에서 화재가 발생하는 바람에 화재가 발생하여 전소된다. 이 때 발생한 불은 경운궁 중심을 덮쳐 당시 중층으로 지어진 중화전, 선조때부터 전해져오던 건물인 즉조당과 석어당을 모두 파괴한다.
따라서 다시 지은 함녕전은 1904년 음력 3월에 주춧돌을 올렸고 8월에 기둥을 세운 뒤 12월에 마룻대를 올리는 상량을 마쳤다. 이 때 전체적인 구조에도 변화가 있었다.
1919년 고종이 여기서 사망하자 빈전과 혼전을 함녕전에 마련하였고 혼전은 효덕전(孝德殿)이라 하였다. 3·1 운동 당시 탑골공원에 모였던 군중 일부가 대한문을 통해 들어와 효덕전에 참배하고 만세를 이어가기도 하였다.
2009년에 행각을 복원하였고 2019년에 광명문을 원래의 위치로 이전하여 복원하였다.

## 구조 및 기능
목조건물이다. 정면 9칸, 측면 4칸에 한쪽 후면 4칸이 더 붙은 'ㄱ' 자형을 하고 있으며, 익공으로 결구된 간결한 건물이다. 만화당을 옮겨 지었는데 만화당은 본래 침전이 아니었기 때문에, 함녕전에도 용마루가 남아있고 쇠서 1개의 몰익공 공포를 가진다.
고종(高宗)이 왕위를 물려준 다음 순종(純宗)이 창덕궁으로 옮기자 고종이 거처하던 침전(寢殿)이다. 행각(行閣)이 있었으며 정문은 광명문(光明門)이다.

### 행각
남행각은 전면 16칸인데, 왼쪽에서 7번째부터 3칸은 치중문이고 그로부터 3칸 건너뛰어서 한 칸은 평강문으로 추정한다. 서행각에는 향복당과 풍안당이라는 당호가 있었고, 문도 한 칸 있었다. 북행각은 정면 9칸 규모의 만희당이 있었으며 문도 한 칸 있었다. 민도리형식으로 지어졌으며, 홑처마로 구성되었고 지붕은 우진각지붕이었다.
북측행각 바깥에 1913년 구여당(九如堂)을 지으며 규모가 확장되었고, 복도를 조성하였다.

### 광명문

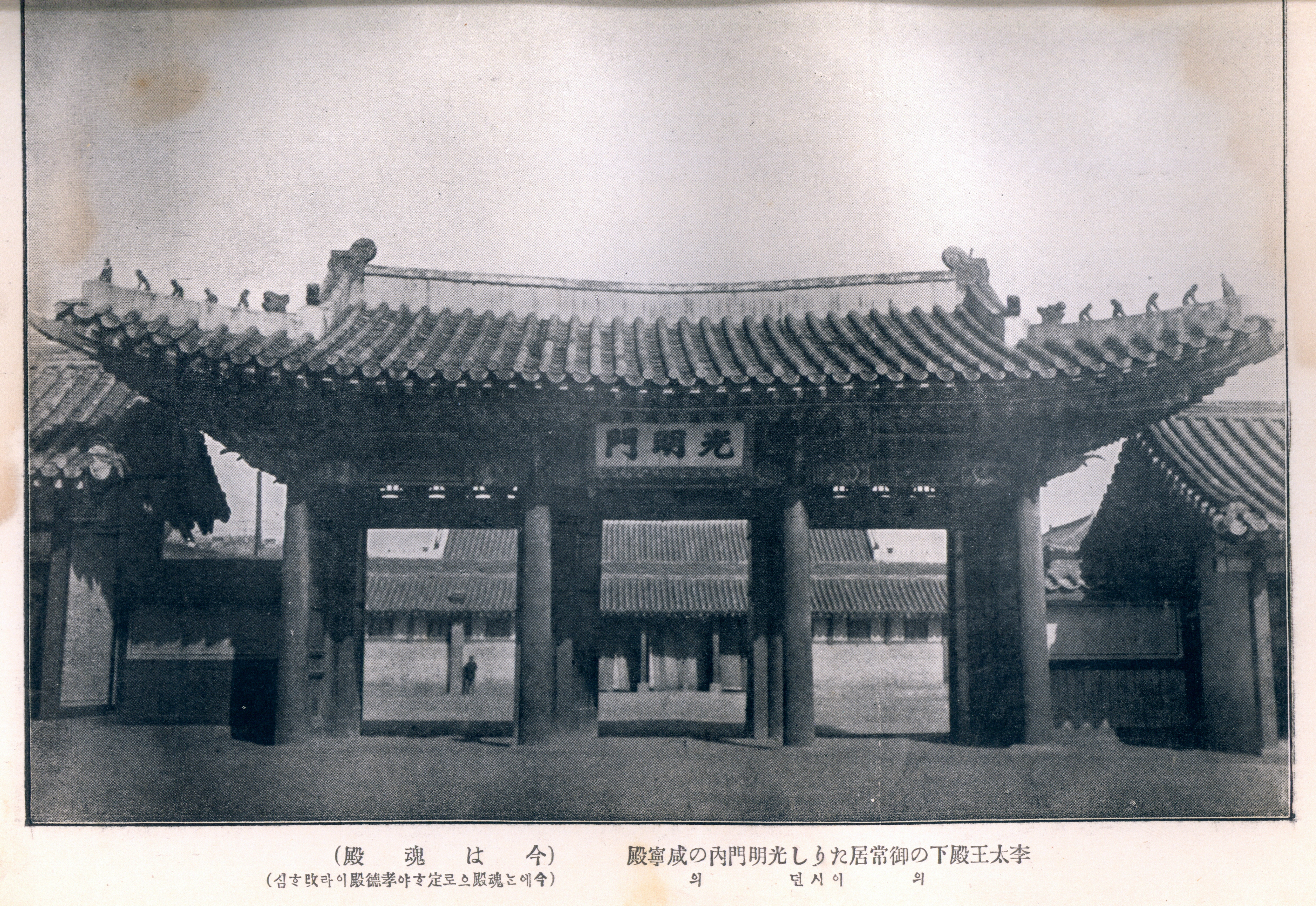
고종황제(高宗皇帝)의 거처인 함녕전(咸寧殿)으로 들어가는 대문인 광명문(光明門)의 모습이다. 서울역사박물관 제공.

광명문(光明門)은 황제의 침전인 함녕전의 정문이다. 1897년에 지었다가 1904년에 화재로 소실되었고, 그 해 12월에 재건되었다. 이후 일제시대에 덕수궁을 공원으로 만들고 이왕가미술관을 지을 때 광명문을 미술관의 남쪽으로 이전했다.신기전, 흥천사명 동종, 자격루가 여기서 전시되었다.
2016년 광명문을 제자리로 이전하기 위해서 문화재청이 실시한 발굴조사 결과, 광명문과 배치형태가 같은 건물지 1동을 확인하였다. 건물지는 12기의 적심시설을 가진 정면 3칸, 옆면 2칸의 건물지로, 경운궁 중건 배치도(1910년) 상의 광명문지와 그 위치와 배치상태 그리고 평면형태가 같은 것으로 판명되었다. 이후 '광명문 제자리 찾기' 프로젝트를 통해 2018년 원래의 자리로 이전되었다.

## 같이 보기
- 덕수궁

## 참고 자료
- 덕수궁 함녕전 - 국가유산청 국가유산포털
- 이 문서에는 문화재청에서 공공누리 제1유형으로 배포된 자료를 바탕으로 한 내용이 포함되어 있습니다.
- 이 문서에는 서울역사박물관에서 공공누리 제1유형으로 배포된 자료를 바탕으로 한 내용이 포함되어 있습니다.